# Эврон
Эврон (ивр. עֶבְרוֹן‎) — кибуц на севере Израиля. Расположен в западной Галилее, рядом с Нагарией (на юго-восточной границе города). Относится к региональному совету Мате Ашер.  

## История
Вблизи кибуца (в карьере) были найдены кремневые орудия и кости животных, возраст которых составляет миллион лет. В отчёте 2022 года был сделан вывод о том, что  гоминины в этом месте использовали огонь.
Кибуц Эврон был основан в 1945 году и был назван в честь города Эврона (ивр. עברון‎), упомянутого в Библии (Нав. 19:28), как выпавший по жребию колену Асирову. В некоторых библейских переводах назван Авдоном (עבדון), Ахраном.
Основатели кибуца, иммигранты из Германии, Польши и Трансильвании, заложили его основы в 1937 году. В 1940-х годах он служил базой Пальмаха и убежищем для нелегальных иммигрантов из Алии-Бет. К основателям позже присоединились другие иммигранты из Болгарии. На территории кибуца были обнаружены руины церкви V века, а также археологические находки. В восточной части кибуца находится часть акведука, который подводил воду из источников Кабри в Акр.

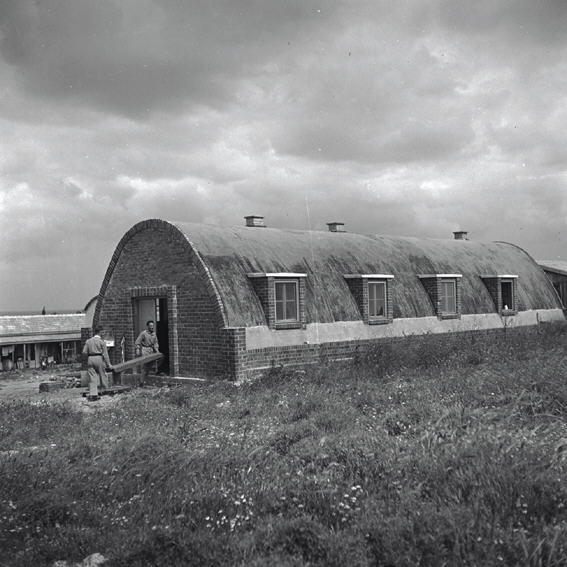
Эврон, 1943 год

## Население
По данным Центрального статистического бюро Израиля, население на начало 2020 года составляло 847 человек.

## Экономика
Evron владеет 75 % акций Bermad, мирового лидера в проектировании и производстве гидравлических регулирующих клапанов.

## Известные люди
- Хайка Гроссман